# 舟戸町 (名古屋市)
舟戸町（ふなとちょう）は、愛知県名古屋市中川区にある町名。丁番を持たない単独町名である。住居表示実施済み。

## 施設
名古屋市中川区の東部に位置し、中川運河を挟んで東は広川町、西は愛知町・澄池町、南は中京南通、北は月島町に接する。

## 歴史

### 町名の由来
北一色町の字舟戸に由来する。

### 沿革
- 1931年（昭和6年）10月1日 - 中区北一色町の一部により、同区舟戸町として成立[2]。
- 1937年（昭和12年）10月1日 - 中村区編入に伴い、同区舟戸町となる[2]。
- 1944年（昭和19年）2月11日 - 中川区編入に伴い、同区舟戸町となる[2]。
- 1973年（昭和48年）11月10日 - 中京南通・小栗通・中京通の各一部を編入する[2]。

## 世帯数と人口
2019年（平成31年）2月1日現在の世帯数と人口は以下の通りである。
| 町丁   | 世帯数 | 人口 |
| ------ | ------ | ---- |
| 舟戸町 | 46世帯 | 94人 |

### 人口の変遷
国勢調査による人口の推移
| 1995年（平成7年）  | 135人 | [ WEB 5 ] |  |
| 2000年（平成12年） | 112人 | [ WEB 6 ] |  |
| 2005年（平成17年） | 109人 | [ WEB 7 ] |  |
| 2010年（平成22年） | 104人 | [ WEB 8 ] |  |
| 2015年（平成27年） | 100人 | [ WEB 9 ] |  |

## 学区
市立小・中学校に通う場合、学校等は以下の通りとなる。また、公立高等学校に通う場合の学区は以下の通りとなる。
| 番・番地等 | 小学校               | 中学校               | 高等学校 |
| ---------- | -------------------- | -------------------- | -------- |
| 全域       | 名古屋市立愛知小学校 | 名古屋市立長良中学校 | 尾張学区 |

## 交通
- 愛知県道115号津島七宝名古屋線（佐屋街道）
- 明石通

## 施設
- 富士コーヒー 中川営業本部
- バーミキュラビレッジ

同区に本社をおく愛知ドビーが製造販売する鋳物ホーロー鍋「バーミキュラ」の体験型複合施設として、2019年（令和元年）12月開業。「最高のバーミキュラ体験」をテーマとして設定しており、バーミキュラによる飲食を提供する「ダインエリア」とその北側に所在する販売・料理教室の「スタジオエリア」の2エリアによりなる。名古屋市策定の「中川にぎわいゾーン にぎわい創生プロジェクト」の一部となる。

## その他

### 日本郵便
- 郵便番号 : 454-0805[WEB 2]（集配局：中川郵便局[WEB 13]）。

### WEB
1. 1 2  “町・丁目(大字)別、年齢(10歳階級)別公簿人口(全市・区別)”.   名古屋市 (2019年2月20日). 2019年2月20日閲覧。
2. 1 2  “郵便番号”.  日本郵便. 2019年2月10日閲覧。
3. ↑  “市外局番の一覧”.   総務省. 2019年1月6日閲覧。
4. ↑  “中川区の町名一覧”.   名古屋市 (2015年10月21日). 2019年2月13日閲覧。
5. ↑  総務省統計局 (2014年3月28日). “平成7年国勢調査の調査結果(e-Stat) - 男女別人口及び世帯数 －町丁・字等” (CSV). 2019年4月27日閲覧。
6. ↑  総務省統計局 (2014年5月30日). “平成12年国勢調査の調査結果(e-Stat) - 男女別人口及び世帯数 －町丁・字等” (CSV). 2019年4月27日閲覧。
7. ↑  総務省統計局 (2014年6月27日). “平成17年国勢調査の調査結果(e-Stat) - 男女別人口及び世帯数 －町丁・字等” (CSV). 2019年4月27日閲覧。
8. ↑  総務省統計局 (2012年1月20日). “平成22年国勢調査の調査結果(e-Stat) - 男女別人口及び世帯数 －町丁・字等” (CSV). 2019年4月27日閲覧。
9. ↑  総務省統計局 (2017年1月27日). “平成27年国勢調査の調査結果(e-Stat) - 男女別人口及び世帯数 －町丁・字等” (CSV). 2019年4月27日閲覧。
10. ↑  “市立小・中学校の通学区域一覧”.   名古屋市 (2018年11月10日). 2019年1月14日閲覧。
11. ↑  “平成29年度以降の愛知県公立高等学校（全日制課程）入学者選抜における通学区域並びに群及びグループ分け案について”.   愛知県教育委員会 (2015年2月16日). 2019年1月14日閲覧。
12. 1 2 3  “中川運河沿いに「バーミキュラ」の体験型複合施設　12月上旬開業へ”.   名駅経済新聞 (2019年6月25日). 2019年6月25日閲覧。
13. ↑  郵便番号簿 平成29年度版 - 日本郵便. 2019年02月10日閲覧 (PDF)

### 書籍
1. ↑  名古屋市計画局 1992, p. 491.
2. 1 2 3 4  名古屋市計画局 1992, p. 829.